# Теше, Роберт
Роберт Теше (нем. Robert Tesche; род. 27 мая 1987, Висмар, Росток) — немецкий футболист, полузащитник клуба «Оснабрюк».

## Карьера
Занимался футболом в школе города Лёне, играя за команду «Виктория». В 2001 году отправился в «Арминию», где занял место в основном составе. Дебютировал за взрослую команду в игре с дортмундской «Боруссией», неожиданно выйдя в стартовом составе. Отыграл 67 минут, после чего был заменён. В мае 2007 года подписал контракт на три года, однако через 2 года «Арминия» выбыла во Вторую Бундеслигу, а Теше получил выгодное предложение от «Гамбурга».
Подписал 5 июля 2009 года контракт на три года. Дебютировал в гостевой игре с «Вольфсбургом», выйдя на 90-й минуте вместо Элджеро Элии. В августе 2014 года Теше перешёл в клуб Чемпионшипа Английской футбольной лиги «Ноттингем Форест». 2 марта 2015 года на правах аренды оказался в «Бирмингем Сити».
В июне 2018 года Роберт Теше подписал контракт с клубом Второй Бундеслиги «Бохумом» до 2020 года.